# Liste der Baudenkmäler in Wiesenttal
Auf dieser Seite sind die Baudenkmäler in dem oberfränkischen Markt Wiesenttal zusammengestellt. Diese Tabelle ist eine Teilliste der Liste der Baudenkmäler in Bayern. Grundlage ist die Bayerische Denkmalliste, die auf Basis des Bayerischen Denkmalschutzgesetzes vom 1. Oktober 1973 erstmals erstellt wurde und seither durch das Bayerische Landesamt für Denkmalpflege geführt wird. Die folgenden Angaben ersetzen nicht die rechtsverbindliche Auskunft der Denkmalschutzbehörde.
 Diese Liste gibt den Fortschreibungsstand vom 24. November 2023 wieder und enthält 50 Baudenkmäler.

## Gemeindeübergreifendes Baudenkmal
Lokalbahn Ebermannstadt-Behringersmühle: Nebenstrecke der Ludwig-Süd-Nord-Bahn, ca. 16 km lange Trasse, erbaut 1922 und 1930; mit Stationsgebäuden, Brücken, Wasserdurchlässen und den entsprechenden Ingenieursbauten. Aktennummer: D-4-74-129-76.

| Lage                                                                  | Objekt                     | Beschreibung | Akten-Nr.     | Bild |
| --------------------------------------------------------------------- | -------------------------- | ------------ | ------------- | ---- |
| Bahnhofstraße 19 (Standort)                                           | Bahnhof Streitberg         |              | D-4-74-129-76 | BW   |
| Bahnhofstraße 19 (Standort)                                           | Nebengebäude               |              | D-4-74-129-76 | BW   |
| Buchbergäcker; Museumsbahn Ebermannstadt - Behringersmühle (Standort) | Uferbefestigung Muggendorf |              | D-4-74-129-76 | BW   |
| Am Bahnhof 3;Bahnhofstraße 13 (Standort)                              | Bahnbrücke                 |              | D-4-74-129-76 | BW   |
| Am Bahnhof 1 (Standort)                                               | Bahnhof Muggendorf         |              | D-4-74-129-76 | BW   |

## Baudenkmäler nach Ortsteilen

### Birkenreuth
| Lage                      | Objekt      | Beschreibung                                                                             | Akten-Nr.     | Bild        |
| ------------------------- | ----------- | ---------------------------------------------------------------------------------------- | ------------- | ----------- |
| In Birkenreuth (Standort) | Brunnenhaus | Fachwerkbau, verschiefertes Glockendach mit Pyramidendachhelm, 1836, Brunnenschacht 1796 | D-4-74-176-22 | Brunnenhaus |

### Draisendorf
| Lage                              | Objekt | Beschreibung | Akten-Nr.     | Bild  |
| --------------------------------- | ------ | --- | ------------- | ----- |
| Aufseß; Draisendorf 24 (Standort) | Mühle  | Zwei gleichartige giebelständige Sandsteinquaderbauten, zweigeschossig mit Satteldach, erste Hälfte/Mitte 19. Jahrhundert | D-4-74-176-24 | Mühle |

### Engelhardsberg
| Lage                         | Objekt     | Beschreibung                                                                           | Akten-Nr.     | Bild           |
| ---------------------------- | ---------- | -------------------------------------------------------------------------------------- | ------------- | -------------- |
| Engelhardsberg 26 (Standort) | Bauernhaus | Erdgeschossiger Satteldachbau, massiv mit Fachwerkgiebel, erste Hälfte 19. Jahrhundert | D-4-74-176-25 | BW             |
| In Engelhardsberg (Standort) | Steinkreuz | Dolomit, 17./18. Jahrhundert; an der Kreisstraße gegenüber Dorfplatz                   | D-4-74-176-26 | weitere Bilder |

### Haag
| Lage              | Objekt       | Beschreibung                                                                                          | Akten-Nr.     | Bild |
| ----------------- | ------------ | --- | ------------- | ---- |
| Haag 1 (Standort) | Bauernhaus   | Zweigeschossiger Satteldachbau, Erdgeschoss massiv, Obergeschoss Fachwerk, 18./frühes 19. Jahrhundert | D-4-74-176-27 | BW   |
| Haag 1 (Standort) | Backhäuschen | massiv, Satteldach, 19. Jahrhundert                                                                   | D-4-74-176-27 | BW   |

### Muggendorf
| Lage                                                                | Objekt                                             | Beschreibung | Akten-Nr.     | Bild                                  |
| ------------------------------------------------------------------- | -------------------------------------------------- | --- | ------------- | ------------------------------------- |
| Bayreuther Straße 6 (Standort)                                      | Pfarramt                                           | Stattlicher zweigeschossiger Walmdachbau auf Sockelgeschoss, massiver Putzbau mit Gliederungen und Rahmungen in Sandstein, spätklassizistisch, um 1865/66 | D-4-74-176-1  | weitere Bilder                        |
| Forchheimer Straße 8 (Standort)                                     | Ehemaliges Parkhotel, jetzt Rathaus                | Breitgelagerter zweigeschossiger Satteldachbau mit viergeschossigem Mittelrisalit, Erdgeschoss massiv, Obergeschosse Fachwerk, im sogenannten Schweizerstil, wohl 1858 | D-4-74-176-2  | weitere Bilder                        |
| Kirchgasse 5 (Standort)                                             | Evangelisch-lutherische Pfarrkirche St. Laurentius | Massive verputzte Saalkirche mit eingezogenem Chor und südlichem Chorseitenturm, Walmdachbau, Turmhelm mit Uhrenerkern und spitzauslaufender Haube, im Kern spätgotisch, nach Stadtbrand, 1632, 1635–88 Wiederherstellung, Turmerhöhung 1743–45, Erhöhung der Langhauswände (Ovalfenster) 1784; mit Ausstattung | D-4-74-176-3  | weitere Bilder                        |
| Nähe Kirchgasse (Standort)                                          | Friedhofskreuz                                     | um 1900 | D-4-74-176-3  | BW                                    |
| Klosterberg, östlich Muggendorf auf freistehendem Felsen (Standort) | Aussichtspavillon mit Brücke                       | Holzkonstruktion mit Zeltdach, wohl um 1900 | D-4-74-176-19 | Aussichtspavillon mit Brücke          |
| Marktplatz (Standort)                                               | Marktbrunnen                                       | Gusseiserner Brunnenstock mit vier Wasserhähnen, in quadratischem Brunnentrog aus Kalkstein, zweite Hälfte 19. Jahrhundert | D-4-74-176-7  | Marktbrunnen                          |
| Marktplatz 3 (Standort)                                             | Wohn- und Geschäftshaus                            | Zweigeschossiger Walmdachbau, Erdgeschoss massiv, Obergeschoss wohl Fachwerk, verputzt, frühes 19. Jahrhundert | D-4-74-176-5  | Wohn- und Geschäftshaus               |
| Nähe Oberer Markt (Standort)                                        | Kommunbrauhaus                                     | Erdgeschossiger Massivbau, verputzt, Satteldach, erste Hälfte 19. Jahrhundert | D-4-74-176-59 | Kommunbrauhaus                        |
| Oberer Markt 4 (Standort)                                           | Gasthaus                                           | Zweigeschossiger, traufständiger Satteldachbau über Sockelgeschoss, Erdgeschoss massiv, Obergeschoss Fachwerk, Mitte 19. Jahrhundert, mit älterem Kern | D-4-74-176-9  | Gasthaus                              |
| Oberer Markt 7 (Standort)                                           | Ehemaliges Bauernhaus, heute Gasthaus              | Zweigeschossiger traufständiger Satteldachbau, massiv, verputzt, Mitte 19. Jahrhundert | D-4-74-176-10 | Ehemaliges Bauernhaus, heute Gasthaus |
| Oberer Markt 8 (Standort)                                           | Bauernhaus                                         | Zweigeschossiger traufständiger Satteldachbau, Erdgeschoss massiv, Obergeschoss Fachwerk, verputzt, Mitte 19. Jahrhundert | D-4-74-176-11 | Bauernhaus                            |
| Oberer Markt 13 (Standort)                                          | Bauernhaus                                         | Zweigeschossiger Satteldachbau, Erdgeschoss massiv, Oberstock reiches Fachwerk, erstes Drittel 18. Jahrhundert | D-4-74-176-12 | Bauernhaus                            |
| Rosenauweg 23 (Standort)                                            | Villa                                              | In den Hang gebauter zweigeschossiger Zweiflügelbau mit Turm, massiv verputzt und Fachwerk, überstehende Satteldächer, Turm mit Zeltdach, um 1900 | D-4-74-176-13 | weitere Bilder                        |
| Rotdornweg 20 (Standort)                                            | Villa                                              | Kubischer zweigeschossiger Mansardwalmdachbau, massiv, verputzt, auf französische Vorbilder zurückgehender Neubarock, Ende 19. Jahrhundert | D-4-74-176-14 | Villa                                 |
| Schmiedsberg 2 (Standort)                                           | Bauernhaus                                         | Zweigeschossiger giebelständiger Halbwalmdachbau, Erdgeschoss massiv, Obergeschoss Fachwerk, verputzt, frühes 19. Jahrhundert | D-4-74-176-15 | Bauernhaus                            |
| Wiesentweg 19 (Standort)                                            | Stattliches Wohnhaus                               | Zweigeschossiger traufständiger Satteldachbau in Ecklage, Erdgeschoss massiv, Obergeschoss Fachwerk, verputzt, 18./frühes 19. Jahrhundert | D-4-74-176-18 | Stattliches Wohnhaus                  |

### Schottersmühle
| Lage                                         | Objekt                            | Beschreibung | Akten-Nr.     | Bild                              |
| -------------------------------------------- | --------------------------------- | --- | ------------- | --------------------------------- |
| Engelhardsberg 43; Schottersmühle (Standort) | Ehemalige Mühle, heute Gaststätte | Zweigeschossiger massiver Walmdachbau, verputzt, 18. Jahrhundert; Backofen, massiv mit Satteldach, 18. Jahrhundert; Hofkruzifix, Sandstein, um 1800 | D-4-74-176-30 | Ehemalige Mühle, heute Gaststätte |

### Streitberg
| Lage                                                                                          | Objekt                                                             | Beschreibung | Akten-Nr.     | Bild                                                    |
| --------------------------------------------------------------------------------------------- | ------------------------------------------------------------------ | --- | ------------- | ------------------------------------------------------- |
| Am Freibad 7 (Standort)                                                                       | Freibad am Fuß der Burg Neideck                                    | Im Westen und Süden durch Bauten auf Winkelgrundriss eingefasste Schwimmanlage, Westflügel aus eingeschossiger Kabinenzeile mit Satteldach, nördlich und südlich (Eingangsbereich) von zweigeschossigen Pavillons mit Walmdächern flankiert, verputztes Mauerwerk, südliche Kabinenreihe aus Holz mit Pultdächern, Schwimmbecken mit Schwimmer- und Nichtschwimmerbereich, Kinderbecken mit Brunnen, nördlich des Schwimmbeckens Treppenabgang zur Wiesent mit Bootssteg, 1931 | D-4-74-176-65 | weitere Bilder                                          |
| Am Freibad 7 (Standort)                                                                       | Gastronomiegebäude                                                 | Östlich des Schwimmbeckens eingeschossiges Gastronomiegebäude mit Walmdach, verputztes Mauerwerk, 1931 | D-4-74-176-65 | weitere Bilder                                          |
| Burgleite; Dorfplatz; Hadergasse; Muschelquellenweg; Schauertal; Streitberger Berg (Standort) | Marktbrunnen                                                       | Säulenartiger Brunnenstock, mit rechteckiger Trog, Gusseisen, bezeichnet „1900“ | D-4-74-176-44 | weitere Bilder                                          |
| Dorfplatz 7 (Standort)                                                                        | Gasthaus                                                           | Zweigeschossiger giebelständiger Satteldachbau, massives Erdgeschoss, im Obergeschoss reiches Fachwerk, bezeichnet „1706“ | D-4-74-176-39 | weitere Bilder                                          |
| Dorfplatz 10 (Standort)                                                                       | Bauernhaus                                                         | Zweigeschossiger Satteldachbau, verputzt, erste Hälfte 19. Jahrhundert | D-4-74-176-38 | BW                                                      |
| Dorfplatz 15 (Standort)                                                                       | Bauernhaus                                                         | Zweigeschossiger giebelständiger Satteldachbau, Fachwerk verputzt, 18. Jahrhundert | D-4-74-176-37 | weitere Bilder                                          |
| Hans-Hertlein-Straße 1 (Standort)                                                             | Gasthaus Pilgerstube, ehemaliges markgräfliches Verwaltungsgebäude | Zweigeschossiger Satteldachbau, massiv, mit Schopfwalm und Zwerchhaus mit Mansarddach sowie Fachwerkerkern, im Kern 18. Jahrhundert, historistischer Umbau 1901 | D-4-74-176-35 | weitere Bilder                                          |
| Nähe Hans-Hertlein-Straße (Standort)                                                          | Nebengebäude                                                       | Südliches Nebengebäude, zweigeschossiger Satteldachbau, massives Erdgeschoss, Fachwerkobergeschoss, um 1900 | D-4-74-176-35 | BW                                                      |
| Höhlenweg 6 (Standort)                                                                        | Villa Waldhaus                                                     | Zweigeschossiger Satteldachbau mit Ecktürmchen, schieferverschalte Außenwände, 1908; mit Jugendstilausstattung | D-4-74-176-41 | BW                                                      |
| Hummenberg; Lehenholz (Standort)                                                              | Aussichtspavillon, sogenannter Prinz-Rupprecht-Pavillon            | In Form eines Rundtempels mit Kegeldach, massive Säulen, zweite Hälfte 19. Jahrhundert | D-4-74-176-45 | Aussichtspavillon, sogenannter Prinz-Rupprecht-Pavillon |
| In der Eng 2 (Standort)                                                                       | Villa Wunderlich                                                   | Über hohem Keller zweigeschossiger Bau auf Winkelgrundriss, massiv und Fachwerk, Walm und Schopfwalmdach, polygonaler Erkerturm mit Spitzhelm, um 1904; mit Ausstattung | D-4-74-176-42 | BW                                                      |
| B 470; In der Eng (Standort)                                                                  | Einfriedung                                                        | zugehörig bauzeitliche Holzzaun auf Kalksteinsockel mit Eingangspforte | D-4-74-176-42 | BW                                                      |
| Muschelquellenweg 4 (Standort)                                                                | Pfarrhaus                                                          | Zweigeschossiger Satteldachbau, massiv und Fachwerk, 17./18. Jahrhundert | D-4-74-176-34 | weitere Bilder                                          |
| Ruine Neideck; Schloßberg (Standort)                                                          | Burgruine Neideck                                                  | Ehemals schlüsselbergisch, ehemalige umfangreiche mittelalterliche Burganlage 13. Jahrhundert bis erstes Drittel 16. Jahrhundert, aus äußerem Vorhof, innerem Vorhof und Hauptburg, geschützt durch äußeren, inneren und Hauptgraben sowie Graben- und Schildmauern | D-4-74-176-46 | weitere Bilder                                          |
| Ruine Neideck; Schloßberg (Standort)                                                          | Burgruine Neideck: Hauptburg                                       | erhalten in der Hauptburg Umfassungsmauern, Brunnen- und Kelleranlagen sowie drei Geschosse eines Wohnturms | D-4-74-176-46 | weitere Bilder                                          |
| Ruine Neideck; Schloßberg (Standort)                                                          | Burgruine Neideck: Hauptgraben                                     | Hauptgraben mit Grabenmauern | D-4-74-176-46 | BW                                                      |
| Ruine Neideck; Schloßberg (Standort)                                                          | Burgruine Neideck: westlicher Kanonenturm                          | Im inneren Vorhof zwei runde Kanonentürme, der westliche 1506/07 | D-4-74-176-46 | BW                                                      |
| Ruine Neideck; Schloßberg (Standort)                                                          | Burgruine Neideck: östlicher Kanonenturm                           | Im inneren Vorhof zwei runde Kanonentürme, der östliche 1531/32 | D-4-74-176-46 | BW                                                      |
| Ruine Neideck; Schloßberg (Standort)                                                          | Burgruine Neideck: Schildmauer                                     | Am äußeren Vorhof Reste einer Schildmauer | D-4-74-176-46 | BW                                                      |
| Ruine Neideck; Schloßberg (Standort)                                                          | Burgruine Neideck: Äußerer Graben                                  | | D-4-74-176-46 | BW                                                      |
| Streitberger Berg 13 (Standort)                                                               | Altes Kurhaus, ehemaliges Amtshaus, heute Gasthaus                 | Zweigeschossiger Bau auf Winkelgrundriss, Erdgeschoss massiv, Obergeschoss Fachwerk, Walm- und Satteldach, bezeichnet „1706“, im Kern spätmittelalterlich, Überformungen 20. Jahrhundert | D-4-74-176-40 | Altes Kurhaus, ehemaliges Amtshaus, heute Gasthaus      |
| Streitberger Berg 14 (Standort)                                                               | Evangelisch-lutherische Pfarrkirche, Dreieinigkeitskirche          | Chorturmkirche, massiv, verputzt, Langhaus mit Walmdach, Turm mit Zeltdach, 1752–57; mit Ausstattung | D-4-74-176-32 | weitere Bilder                                          |
| Streitberger Berg 15. (Standort)                                                              | Burgruine Streitberg                                               | Reste der Vor- und Kernburgmauern, Naturstein, mittelalterlich, Tor zur Vorburg mit Wappenstein, im Kern mittelalterlich, nach Zerstörung (1553) 1563–67 von Caspar Vischer neu erbaut | D-4-74-176-31 | weitere Bilder                                          |
| Streitberger Berg 20 (Standort)                                                               | Forsthaus                                                          | Zweigeschossiger massiver Satteldachbau mit Schopfwalm nach Südwesten, Fachwerkgiebel Nordosten, frühes 19. Jahrhundert | D-4-74-176-33 | BW                                                      |
| Streitberger Berg 26 (Standort)                                                               | Villa                                                              | Dreigeschossiger historisierender Fachwerkbau mit Halbwalmdach, um 1900 | D-4-74-176-43 | Villa                                                   |

### Wedenmühle
| Lage                      | Objekt                                   | Beschreibung                                                                | Akten-Nr.     | Bild |
| ------------------------- | ---------------------------------------- | --------------------------------------------------------------------------- | ------------- | ---- |
| Schauertal 21 (Standort)  | Ehemalige Wedenmühle: Hauptgebäude       | Satteldachbau, massives Erdgeschoss, Fachwerkobergeschoss verputzt, um 1700 | D-4-74-176-36 | BW   |
| Schauertal 21a (Standort) | Ehemalige Wedenmühle: Dörr- und Backhaus | massiv mit Satteldach, 18. Jahrhundert                                      | D-4-74-176-36 | BW   |
| Schauertal 21a (Standort) | Ehemalige Wedenmühle: ehemalige Scheune  | Tuffstein verputzt, 18. Jahrhundert                                         | D-4-74-176-36 | BW   |
| Schauertal 21b (Standort) | Ehemalige Wedenmühle                     |                                                                             | D-4-74-176-36 | BW   |

### Wöhr
| Lage                      | Objekt                                   | Beschreibung | Akten-Nr.     | Bild                          |
| ------------------------- | ---------------------------------------- | --- | ------------- | ----------------------------- |
| Wöhr 1 (Standort)         | Ehemalige Mühle: Hauptgebäude            | Stattlicher zweigeschossiger Satteldachbau, massives Erdgeschoss bezeichnet „1729“, Fachwerkobergeschoss 1919                                          | D-4-74-176-47 | Ehemalige Mühle: Hauptgebäude |
| Wöhr 1 (Standort)         | Ehemalige Mühle: Scheune                 | Fachwerkstadel mit Satteldach, 17. Jahrhundert | D-4-74-176-47 | BW                            |
| Wöhr 2; Wöhr 3 (Standort) | Ehemaliges Bauernhaus bzw. Wohnstallhaus | Zweigeschossiger Satteldachbau, massives Erdgeschoss, Obergeschoss von Nummer 2 massiv, von Nummer 3 Oberstock mit reichem Fachwerk, bezeichnet „1686“ | D-4-74-176-48 | BW                            |

### Wüstenstein
| Lage                                             | Objekt                              | Beschreibung | Akten-Nr.              | Bild                               |
| ------------------------------------------------ | ----------------------------------- | --- | ---------------------- | ---------------------------------- |
| An der Straße (Standort)                         | Friedhofsmauer                      | Natursteinmauer mit Torpfeilern, bezeichnet „1873“ | D-4-74-176-51          | BW                                 |
| In Wüstenstein (Standort)                        | Evangelisch-lutherische Pfarrkirche | Saalkirche mit Turm und eingezogenem polygonalem Chor, Sandsteinquaderbau mit Satteldach, Turm mit Spitzhelm, neugotisch, 1865; mit Ausstattung                            | D-4-74-176-50 Wikidata | weitere Bilder                     |
| In Wüstenstein; Wüstenstein 25 (Standort)        | Scheune                             | Über hakenförmigem Grundriss, ein Flügel massiv, verputzt mit Satteldach, der andere verbrettert, 17./18. Jahrhundert                                                      | D-4-74-176-63          | BW                                 |
| Wüstenstein 6a (Standort)                        | Schloss                             | Zwei- bis dreigeschossiger unregelmäßiger Massivbau, verputzt, mit Mittelrisalit, Gebäudeabschnitte mit Mansard-, Walm- und Halbwalmdach, 18. Jahrhundert mit älterem Kern | D-4-74-176-52          | Schloss                            |
| Wüstenstein 8 (Standort)                         | Nordwesttor der ehemaligen Vorburg  | Dreigeschossiges torturmartiges Wohnhaus mit Halbwalmdach bzw. Walmdach, 18./19. Jahrhundert mit mittelalterlichem Kern                                                    | D-4-74-176-53          | Nordwesttor der ehemaligen Vorburg |
| Wüstenstein 25 (Standort)                        | Wirtshausschild                     | Eisen, erste Hälfte 19. Jahrhundert | D-4-74-176-54          | BW                                 |
| Wüstenstein 34 (Standort)                        | Mühle                               | Zweigeschossiger massiver Satteldachbau, Putzbau mit geohrten Rahmungen in rotem Sandstein, Mühlenwappen bezeichnet „1748“                                                 | D-4-74-176-55          | BW                                 |
| Wüstenstein 40 (Standort)                        | Wohnhaus                            | Zweigeschossiger giebelständiger Satteldachbau, massiv, mit Fachwerkgiebel, mit Wappenstein bezeichnet „1757“, Gebäude stark überformt                                     | D-4-74-176-56          | BW                                 |
| Wüstenstein 49, im östlichen Talgrund (Standort) | Mühle                               | Zweigeschossiger Satteldachbau, massiv, verputzt, mit Rahmungen in Sandstein, 19. Jahrhundert, im Kern älter, unterschlächtiges Wasserrad                                  | D-4-74-176-57          | BW                                 |